# Lluís de França (gran delfí)
Lluís de França, el Gran Delfí -le Grand Dauphin en francès- (1 de novembre de 1661, castell de Fontainebleau o Versalles - Medon, 14 d'abril de 1711) fou Príncep del Regne de França amb el tractament d'altesa reial que des del seu naixement fins a la seva mort portà el títol de Delfí de Viennois corresponent als hereus al tron francès. Anomenat gran delfí per una barreja entre el seu inherent títol com a hereu francès i la seva enorme estatura física en el moment del seu naixement es predigué que seria fill de rei i pare de rei però que mai seria rei per dret propi.
El Gran Delfí no jugà cap paper polític destacable en el govern del seu pare, el Rei Sol, tan sols en el conflicte de la Guerra de successió espanyola, el gran delfí tingué un paper mínimament destacable en cedir els seus drets dinàstics al tron espanyol al seu fill, el duc d'Anjou. En néixer fou nomenat hereu del tron de França i per això va ser conegut tota la vida com "El Gran Delfí". Lluís va destacar com a cap militar prestigiós entre els francesos. Va tenir un paper prominent en la Guerra de Successió Espanyola.
El Gran Delfí ha passat a la història més per la seva afició a la caça i a l'art que no pas per la seva trajectòria política. Gran col·leccionista d'art com queda palès en la decoració de la seva residència de Medon i les seves estances de Versalles i gran caçador, segons la llegenda les seves insistents caceres provocaren l'extinció dels llops a l'Illa de França. Va morir el l'any 1711 als 50 anys de causes naturals, abans de morir el seu pare i sense arribar a heretar la corona de França.

## Família
Fou el fill primogènit del rei Lluís XIV de França i Maria Teresa d'Àustria. Era net per línia paterna de Lluís XIII de França i Anna d'Espanya i per línia materna Felip IV de Castella i de la princesa Isabel de França.
El 7 de març de 1680 es casà a Châlons-sur-Marne amb la princesa Maria Anna de Baviera, filla de l'elector Ferran Maria de Baviera i de la princesa Enriqueta Adelaida de Savoia. La parella tingué tres fills:
- SAR el príncep Lluís de França, nat a Versalles el 1682 i mort al mateix palau el 1712. Es casà amb la princesa Maria Adelaida de Savoia.
- SM el rei Felip V d'Espanya, nat a Versalles el 1683 i mort a Madrid el 1746. Es casà en primeres núpcies amb la princesa Maria Lluïsa de Savoia i en segones núpcies amb la princesa Isabel de Farnesi.
- SAR el príncep Carles de França, nat a Versalles el 1686 i mort a Versalles el 1714. Es casà amb la princesa Lluïsa Elisabet d'Orleans.